# Sebastián Coria (músico)
Sebastián Coria es un guitarrista argentino de Heavy Metal, desde 1994 al presente; es integrante del grupo Horcas.

## Biografía
A los 6 años empezaría a escuchar música de la mano de Kiss (1973), banda que por aquellos años había visitado gran parte de la Argentina. Le llegarían a sus manos discos de Black Sabbath (1968) y Iron Maiden (1975) —entre otros— y en ese momento, al escuchar esa música, es que marcaría su carrera artística, al igual que su fascinanción por la guitarra.
Al cumplir 13 años, le regala una guitarra el luthier Rodolfo Cava, primer cantante de Rata Blanca (1985). Rodolfo, que vivía en el mismo lugar que Sebastián, le daría sus primeras clases. Fue en su taller donde Sebastián empezaría a conocer a los pioneros del  Heavy argentino, ya que Walter Giardino, Pappo y Osvaldo Civile entre otros, llevaban sus guitarras. Con tan solo 15 años, llega a tener la oportunidad de que también Civile le de clases.
Años más tarde, Sebastián formaría una banda con sus amigos, llamada Eufforya, y comenzaría a rodar en el circuito del Heavy under. Luego de unos cuántos shows, serían invitados para telonear a Horcas (1988), e incluso en esas fechas Osvaldo Civile tocaría algunos temas como invitado.
En 1993, debido a problemas internos en Horcas, Civile decide reformar la banda, de la formación de aquella época solo continuaría el  "Topo" Yáñez, y convoca a Sebastián, quien sólo tenía 20 años. Por otro lado, debido a problemas internos entre Horcas y su discográfica, la banda se ve impedida de grabar por un período de 5 años.
El 15 de julio de 1995, Horcas realiza un recital en Cemento, con motivo de la presentación de su segundo disco, Oíd mortales el grito sangrado. Sebastián convocaría a Guillermo De Lucca para integrarse como baterista. El 13 de abril de 1996, realizan un festival en el estadio Obras Sanitarias. El recital contaría con un invitado especial en la canción "Solución suicida", participa el exguitarrista de Riff (1980), Boff Serafine. En aquel show, el cantante de Horcas fue Christian Bertoncelli, éste en 1997 se retira del grupo y lo reemplaza el ex Jeriko, Walter Meza. En ese año, grabarían Vence, su tercer álbum de estudio.
En el 1998 Horcas lidera la segunda fecha del Metal Rock Festival II realizada en la discoteca Cemento, asimismo en aquel año abren los shows de Pantera (1981) en Buenos Aires. En 1999 graban Eternos, su tan largamente esperado álbum. Este disco sería la última grabación de Osvaldo Civile, quien fue hallado muerto el 28 de abril del 1999, 4 días después de su recital en El Duende del barrio de Flores. La banda decide seguir adelante en homenaje a su alma máter, y en ese mismo año se une a Horcas el guitarrista Gabriel Lis. Tiempo después, se presentarían por primera vez fuera de la Argentina, actúan en Uruguay y Brasil.
En el 2000 encabezan la cuarta edición del Metal Rock Festival en Cemento, junto a la banda española Barón Rojo (1980), a quienes acompañan en sus shows internacionales en México, Bolivia y Panamá. En el 2002 graban su disco autotitulado, el primero sin Civile. Al año siguiente, el 13 de septiembre de 2003, se presentan en Hangar para grabar Horcas vive, su primer álbum en directo.
En el 2004 sale el LP Demencial. La gira de presentación del disco comenzaría el 18 de diciembre, con entradas agotadas. Horcas actuaría en toda la Argentina y saldrían de gira por el exterior, con presentaciones en países como Ecuador, Venezuela, Paraguay, Uruguay y Colombia. En ese año, se presentan en el estadio de Vélez Sársfield como teloneros de Iron Maiden (1975). Dos años más tarde, en el 2006, editarían Asesino, su séptimo álbum. La canción que le da el título a este disco habla de la represión policial.
En el 2008, Horcas lanzaría Reviviendo huestes, editado el 16 de octubre de 2008, la placa hace mención a la cuarta canción del primer álbum de Horcas, Reinará la tempestad. Este LP incluye además una versión del tema "Solución suicida". Este disco los llevaría a una gira por todo el país.
El 6 de diciembre de 2010 editan su segundo álbum en vivo, La Maldición Continúa. En este material se incluyen varias versiones de viejos temas.
Horcas actualmente se encuentra abocado a su Maldición Tour.